# KVZ SC
El Kikosi cha Valantia Zanzibar Sports Club (en español: Club de Deportes Murciélagos de Valantia en Zanzíbar), es un equipo de fútbol de Zanzíbar que juega en la Primera División de Zanzíbar, la máxima categoría de fútbol en el país.

## Historia
Fue fundado en 2013 en la ciudad de Unguja y logra el ascenso a la Primera División de Zanzíbar luego de ganar la primera división provincial en la temporada 2014/15.
En su primera temporada en la Primera División de Zanzíbar termina de segundo lugar en la fase clasificatoria solo por detrás del JKU SC; y en la fase final termina como subcampeón nacional solo por detrás del Zimamoto FC. Tras esa temporada el club clasifica a la Copa Confederación de la CAF 2017, donde es eliminado en la ronda preliminar por el Le Messager FC de Ngozi de Burundi.

## Palmarés
- Primera División de Unguja: 1

2014/15

## Participación en competiciones de la CAF
| Temporada | Torneo                       | Ronda      | Club        | Casa | Visita | Global |
| --------- | ---------------------------- | ---------- | ----------- | ---- | ------ | ------ |
| 2017      | Copa Confederación de la CAF | Preliminar | Le Messager | 2-1  | 0-3    | 2-4    |
| 2020/21   | Copa Confederación de la CAF | Preliminar | Amal Atbara | 0-1  | 0-3    | 0-4    |